# An Minh, An Giang
An Minh là xã thuộc tỉnh An Giang, Việt Nam.

## Lịch sử